# Medalja časti
Medalja časti (angleško Medal of Honor) je najvišje vojaško odlikovanje, ki ga podeljuje Vlada ZDA. Podeljen je pripadnikom Oboroženih sil ZDA, ki se posebej odlikujejo v boju s sovražnikom ZDA, pri čemer tvegajo lastno življenje. Zaradi zahtev glede podelitve je pogosto podeljeno posmrtno.
Člani vseh vej Oboroženih sil ZDA so upravičeni do odlikovanja, pri čemer imajo vse veje lastne medalje, razen Korpus mornariške pehote in Obalna straža, ki uporabljajo medaljo Vojne mornarice. Medaljo časti dostikrat podeli predsednik ZDA tako prejemnikom kot najbližjim članom družine, če je prejemnik umrl. Zaradi svojega častnega položaja je medalja pod posebno zaščito z ameriškim zakonom.
Medalja časti je ena od dveh vratnih redov, ki jih podelujejo ZDA, a je edini vratni red, ki jih prejmejo Oborožene sile ZDA. Drugi red je Poveljniška stopnja legije za zasluge, ki pa je namenjeno izključno za tuje dostvojanstvenike.
Ker utemeljitev odlikovanja vključuje tudi frazo v imenu Kongresa, je včasih napačno imenovana kot Kongresna medalja časti; pravo ime je le Medalja časti.